# Ferdinand Elwanger
‎Ferdinand Elwanger, nemški jezuit, pedagog, filozof in misijonar, * 23. september 1636, Regensburg, † 18. julij 1700, Leoben.
Med letoma 1683 in 1684 je misijonaril na Švedskem.
Bil je rektor Jezuitskega kolegija v Győru (1679-1681), v Ljubljani (30. april 1688 - 13. junij 1691), v Celovcu (21. junij 1691-8. avgust 1694) in v Passau (22. september 1694-19. avgust 1698).